# كيفان باريخ
كيفان باريخ (بالإنجليزية: Kevan Parekh)‏، (من مواليد 1972) هو مدير تنفيذي أمريكي يشغل منصب المدير المالي في شركة أبل. منذ يناير 2025. وقبل ذلك ، عمل في مناصب أخرى لدى الشركة لمدة 11 عام، بما في ذلك نائب رئيس التخطيط المالي. قبل الانضمام إلى أبل، عمل باريخ في كل من تومسون رويترز وجنرال موتورز.

## النشأة والتعليم
ينتمي باريخ إلى عائلة أمريكية من أصول هندية. حصل على درجة البكالوريوس في الهندسة الكهربائية من جامعة ميشيغان. بعد ذلك، نال درجة الماجستير في إدارة الأعمال من كلية بوث للأعمال بجامعة شيكاغو.

## المسيرة المهنية
عمل في شركة تومسون رويترز لأكثر من أربع سنوات، وقبل ذلك شغل مناصب مختلفة في شركة جنرال موتورز لأكثر من خمس سنوات.

### العمل في آبل
انضم إلى شركة آبل منذ 11 عامًا، ويشغل حاليًا منصب نائب الرئيس للتخطيط والتحليل المالي. تولّى سابقًا قيادة قسم المالية لمبيعات التجزئة والتسويق على مستوى العالم في الشركة. بدأ مسيرته في آبل بتقديم الدعم المالي لعدد من أقسام الأعمال داخل الشركة. تولّى مهام إضافية مؤخرًا بعد مغادرة المديرة المالية السابقة ساوري كيسي.
تسلّم منصب المدير المالي لشركة آبل في 1 يناير 2025، خلفًا للوكا مايستري ‏. انضم بموجب هذا المنصب إلى الفريق التنفيذي للشركة، ويقدّم تقاريره مباشرة إلى الرئيس التنفيذي تيم كوك. يحصل في هذا الدور على راتب أساسي قدره مليون دولار سنويًا.